# Hossein Amanat
Hossein Amanat (en persa: حسین امانت‎, nacido en 1942) es un arquitecto iraní-canadiense. Es mayormente conocido por ser el arquitecto de la Torre Azadi en Teherán, Irán, los edificios de la Casa Universal de Justicia en Haifa, Israel y la Casa de la Alabanza en Samoa.

## Trayectoria

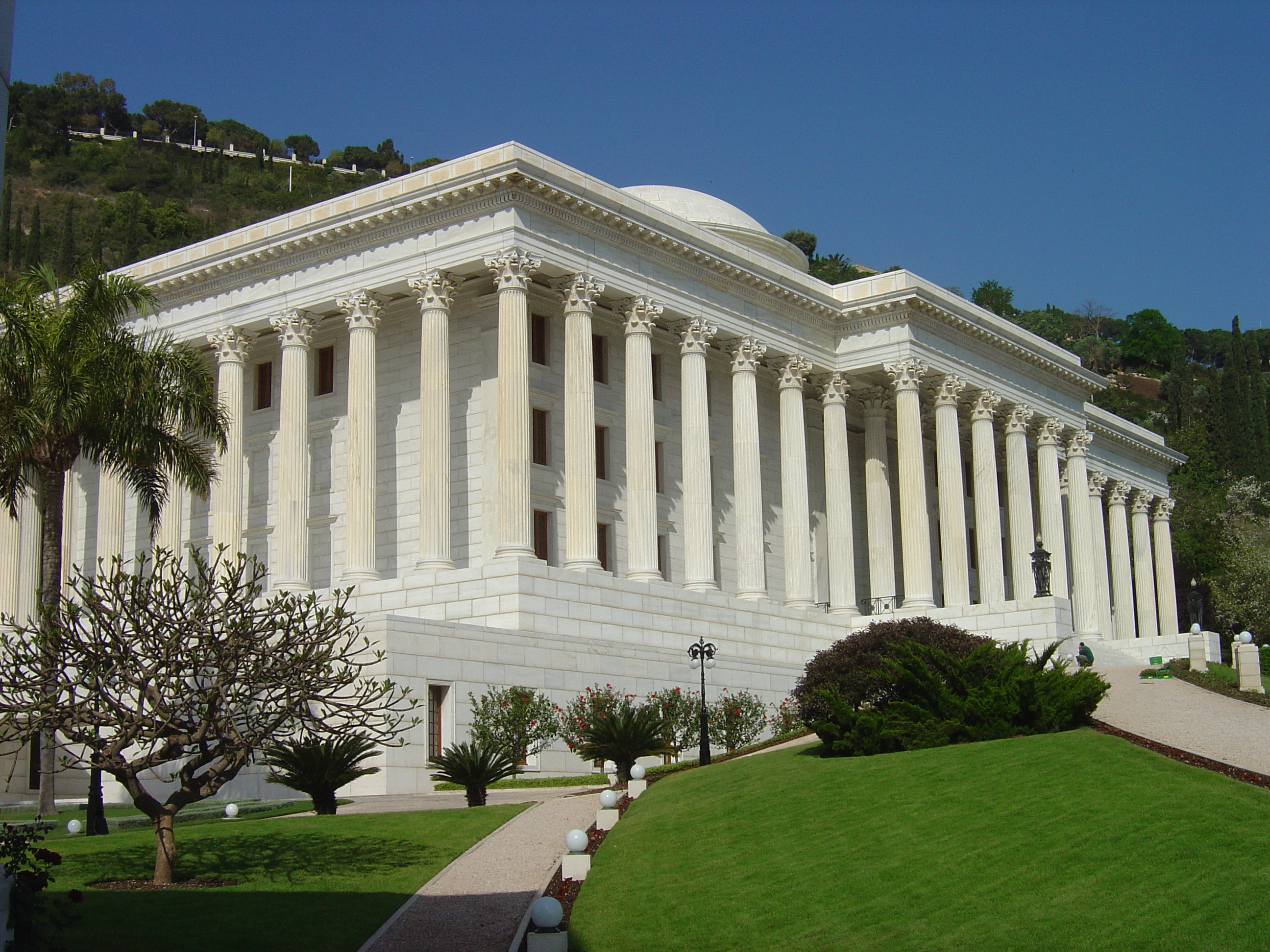
Sede de la Casa Universal de Justicia.

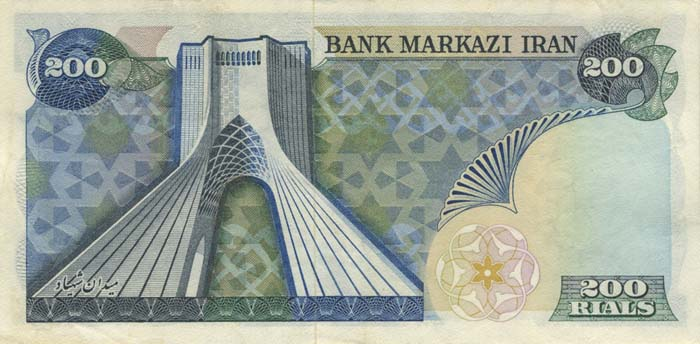
La Torre Azadi diseñada por Hossein Amanat en un billete de 200 riales (1960-1980).

Como joven graduado de la Universidad de Teherán ganó una concurso a nivel nacional en 1966 para diseñar la Torre Shahyad, rebautizada Torre Azadi en 1979. Este primer proyecto arquitectónico dio lugar a la oportunidad de crear algunos de los proyectos más distintivos de Irán con referencia a la arquitectura tradicional persa. Entre ellos se encuentran los edificios iniciales de la Universidad de Tecnología de Sharif en Teherán, Irán. el Centro del Patrimonio Persa, la Facultad de Gestión Empresarial de la Universidad de Teherán y la Embajada de Irán en Beijing, China. Como miembro de la fe del bahaísmo perseguida, Amanat huyó del país durante la revolución iraní de 1979. Es el hermano de Abbas Amanat, Profesor de Historia y Estudios Internacionales en la Universidad de Yale.
Desde que se trasladó a Canadá en 1980, Hossein Amanat, diseñó los tres edificios administrativos del Arco de Bahá'í (Casa Universal de Justicia) en Haifa, Israel, la casa de la alabanza de Bahá'í en Samoa. la Biblioteca de Jiang'an para la Universidad de Sichuan, la biblioteca de medios del Instituto de Radiodifusión de Beijing. Diseñó centros religiosos y culturales para el bahaísmo cerca de Dallas, Texas, Seattle y Washington D. C., varias viviendas multifamiliares en Santa Mónica, California, y edificios de uso mixto de gran altura en San Diego (California) y Burnaby, Columbia Británica, Canadá.

## Galería de obras

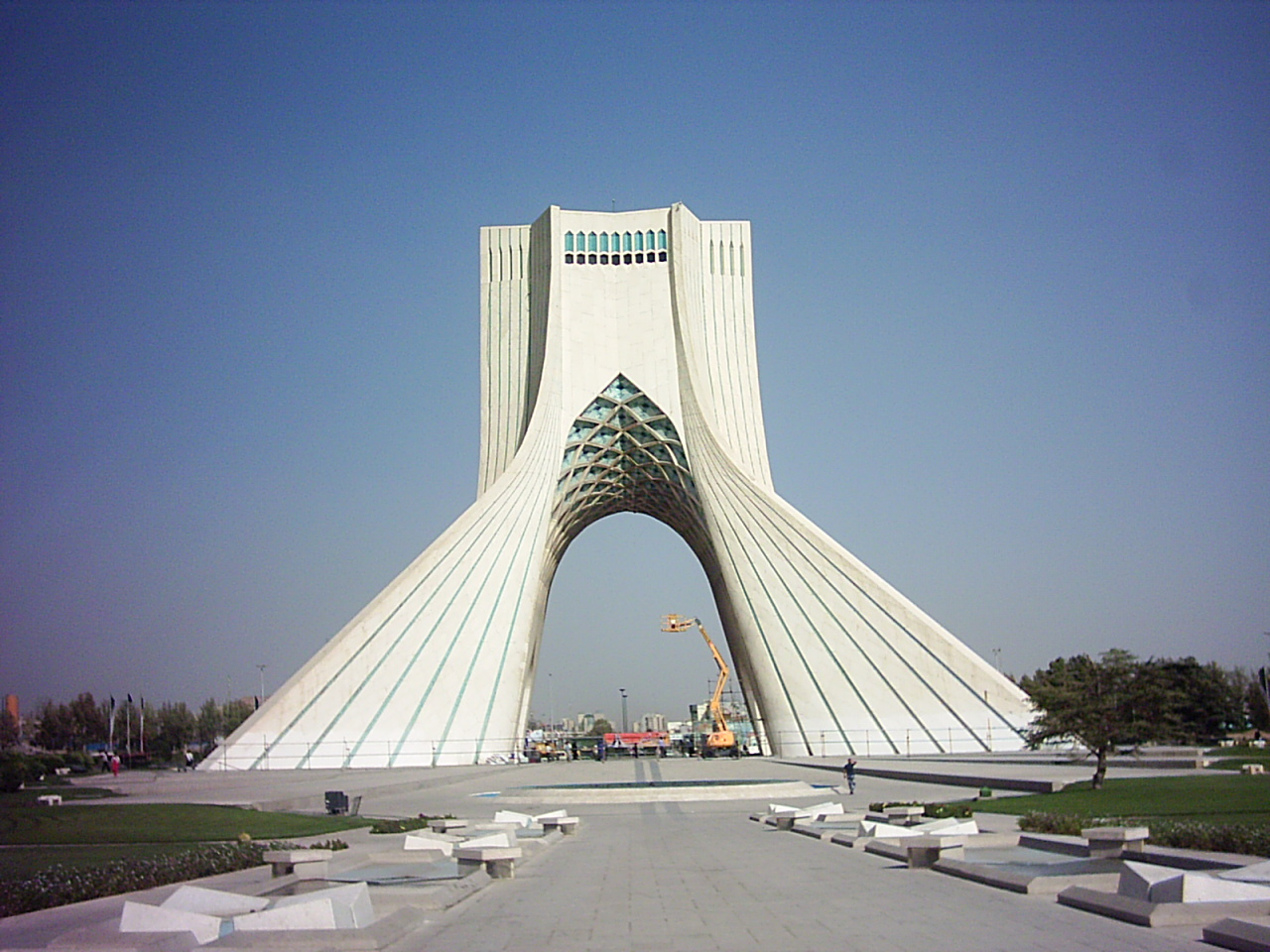
Torre Azadi, Teherán, Irán
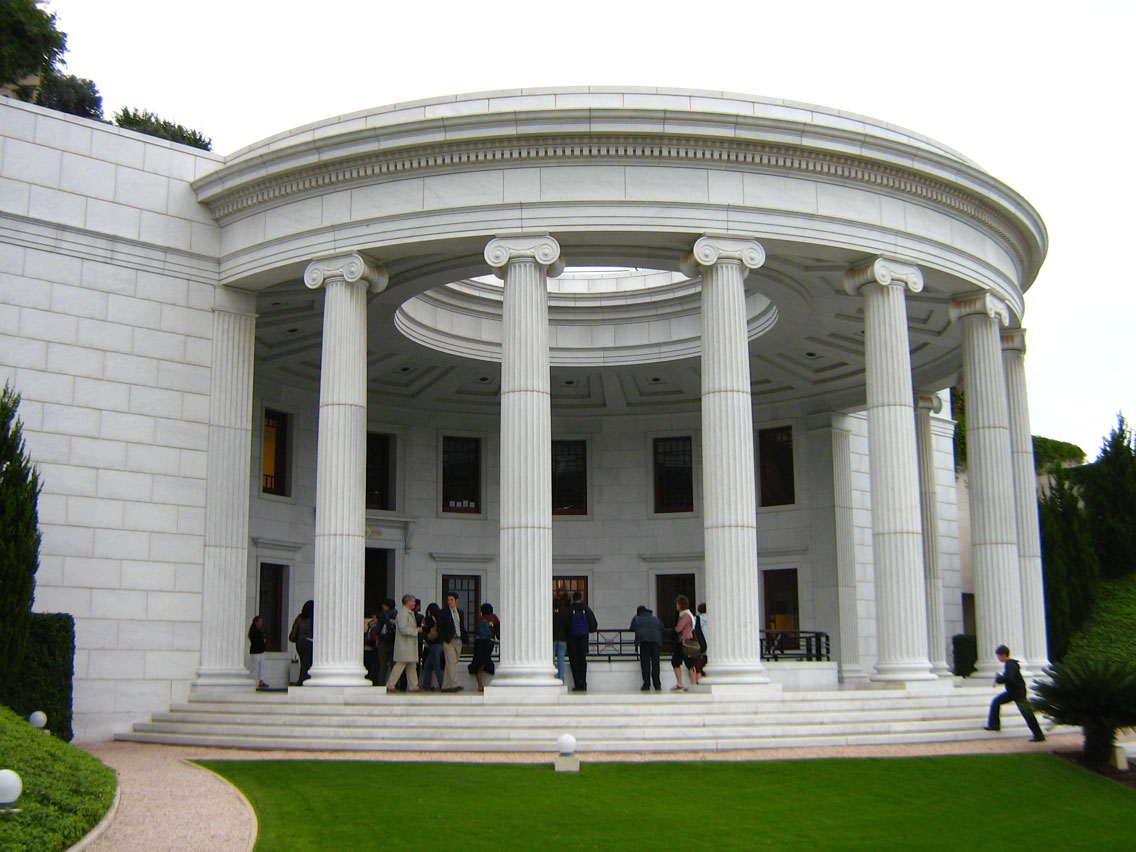
Centre for the Study of the Sacred Texts
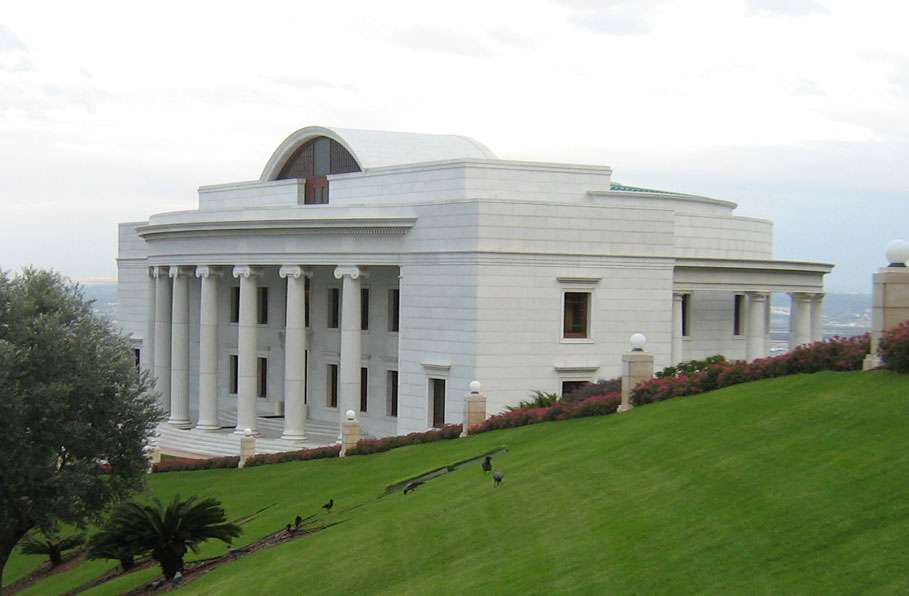
Sede del International Teaching Centre
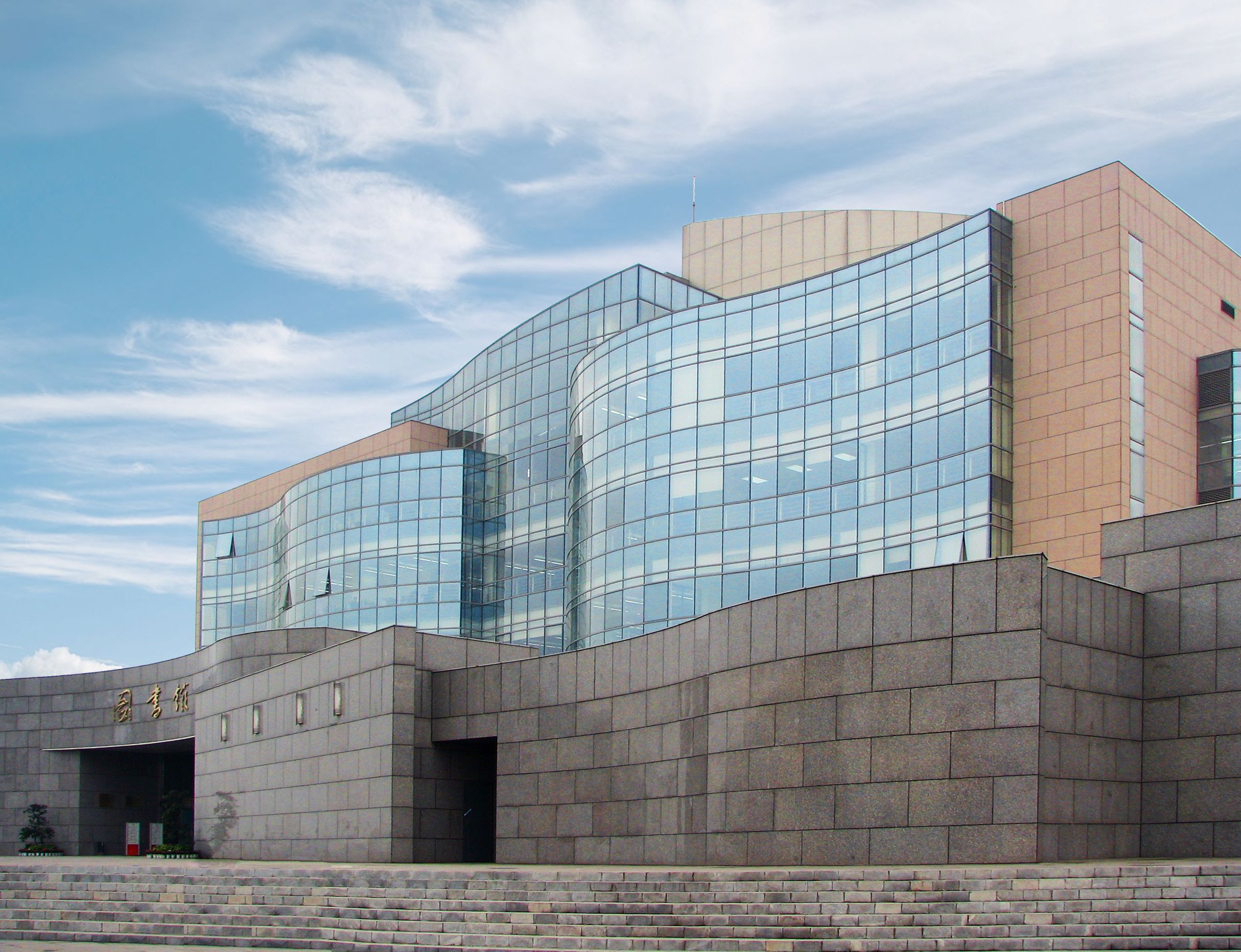
Biblioteca en la Universidad de Sichuan, China
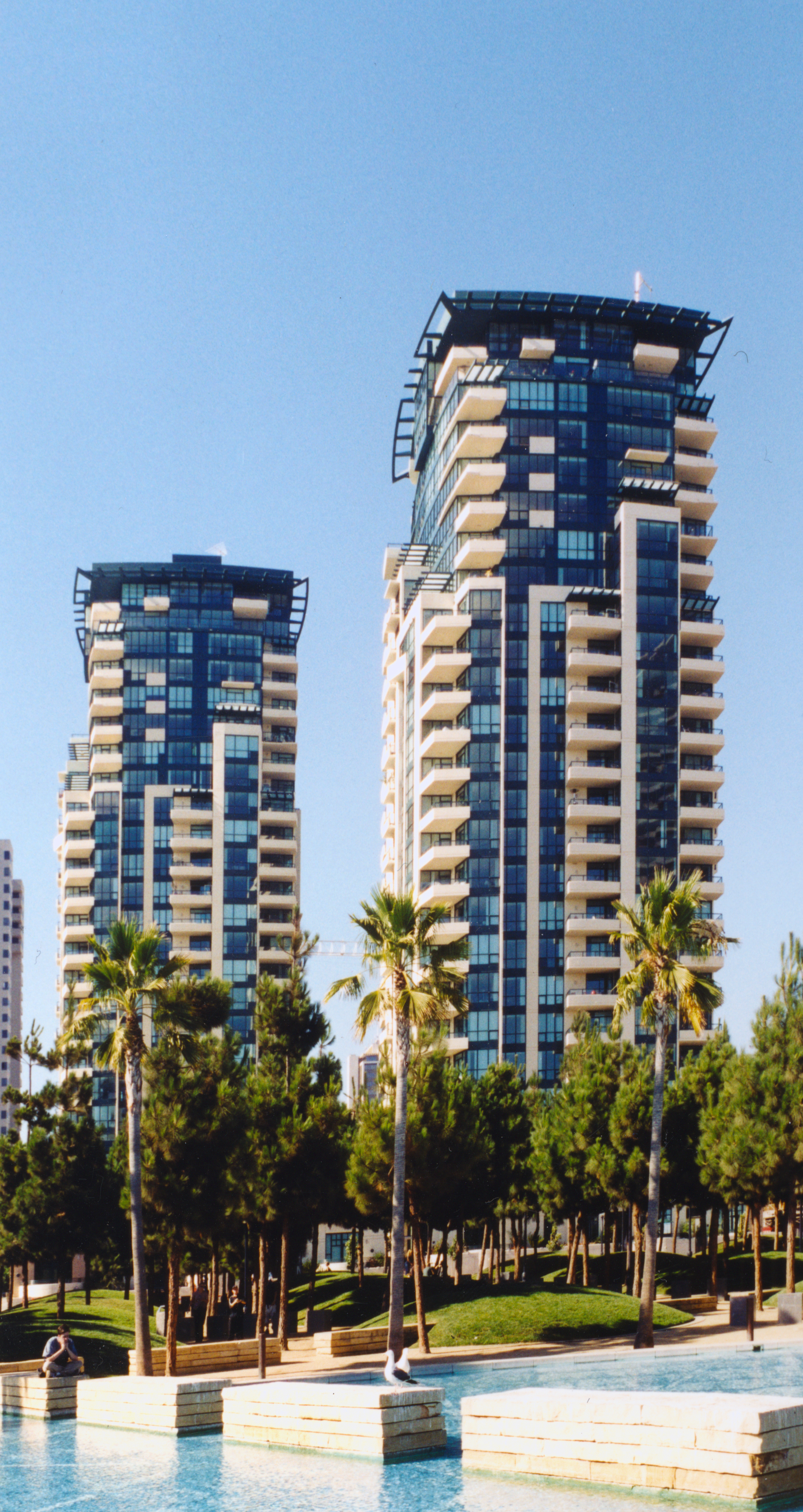
Torres residenciales en San Diego, California
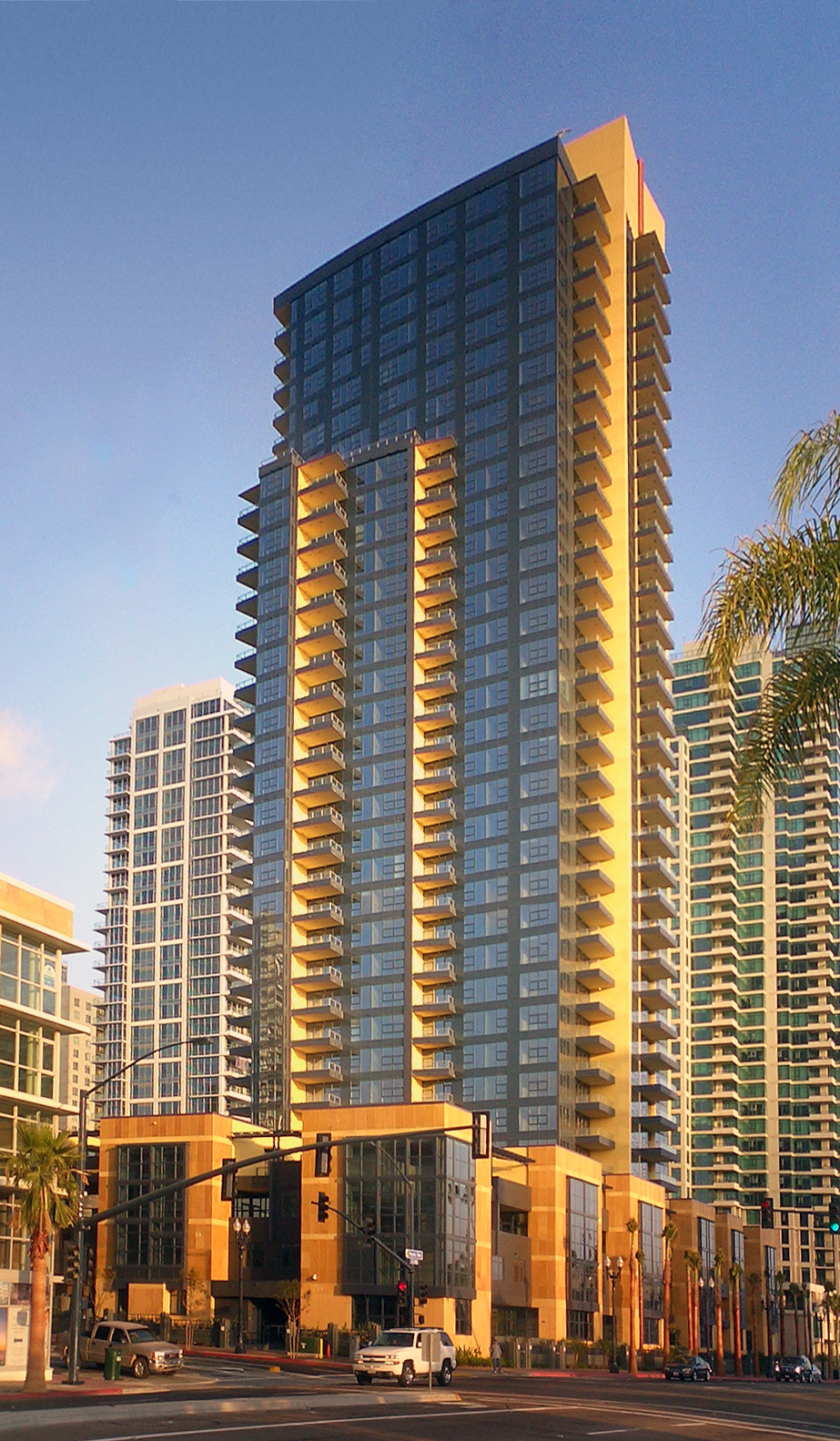
Torre residencial Bayside en San Diego, California